# Discodermolide
Le discodermolide est un polycétide naturel qui intervient dans la stabilisation des microtubules. Il a été isolé en 1990 par Gunasekera et al. à partir de Discodermia dissoluta, une éponge vivant en eaux profondes,. Il agit comme immunosuppresseur à la fois in vitro et in vivo,, comme puissant inducteur d'un phénotype de sénescence accélérée, et comme cytostatique en synergie avec le paclitaxel. C'est l'un des plus puissants promoteurs de l'assemblage de la tubuline. Ses propriétés biologiques intéressantes et son extrême rareté dans le milieu naturel (à peine 20 ppm pondéral dans l'éponge marine congelée) ont poussé à réaliser sa synthèse totale, qui fournit à présent la totalité du discodermolide des études cliniques et précliniques.